# 中國電視公司轉播節目列表
本條目列出台灣中國電視公司內部製播活動，與旗下電視頻道單純「轉播」活動（包含體育賽事轉播、節慶特別節目等並非常態播出的節目）。

## 體育賽事

### 奧林匹克運動會
| 屆次   | 播出日期               | 備註                                   |
| 第24屆 | 1988年9月17日至10月2日 |                                        |
| 第25屆 | 1992年7月25日至8月9日  |                                        |
| 第26屆 | 1996年7月19日至8月4日  |                                        |
| 第27屆 | 2000年9月15日至10月1日 |                                        |
| 第28屆 | 2004年8月13日至8月29日 | 首次加入無線數位頻道（中視新聞台）轉播 |
| 第29屆 | 2008年8月8日至8月24日  |                                        |
| 第30屆 | 2012年7月27日至8月12日 | 首次HD轉播                             |

### 東亞運動會
| 屆次  | 播出日期           | 備註                               |
| 第1屆 | 1993年5月9日至28日 | 含開幕、閉幕典禮，台灣獨家電視轉播 |

### 棒球
| 名稱           | 播出日期      | 備註               |
| 國際棒球邀請賽 | 1986年12月1日 | 轉播冠軍賽、季軍賽 |

## 跨年晚會
| 播出日期       | 名稱               | 地點 | 備註                                         |
| 2000年12月31日 | 2001台灣跨世紀之夜 |      | 當日22:00起直播，隔日00:40起錄影播出晚會全程 |

## 頒獎典禮

### HITO流行音樂獎
| 年次 | 播出日期      | 類別   | 備註                                 |
| 2015 | 2015年5月31日 | D-LIVE | 和TVBS歡樂台、TVBS-Asia、LINE TV聯播 |

## 節慶特別節目

### 端午節
| 播出日期      | 名稱                         | 地點 |
| 1995年6月2日  | 八十四年高雄市端午節龍舟競賽 | 愛河 |
| 1996年6月20日 | 八十五年高雄市龍舟競賽       | 愛河 |
| 1997年6月9日  | 高雄市龍舟競賽               | 愛河 |
| 1998年5月30日 | 八十七年高雄市龍舟競賽       | 愛河 |
| 2003年6月4日  | 九十二年高雄市端午節龍舟競賽 | 愛河 |

## 總統、公職人員選舉
| 播出日期      | 節目名稱                        | 內容                                       | 播出時間                                       |
| 2016年1月16日 | 2016總統暨立委大選 投票看中視   | 2016年中華民國總統副總統及立法委員選舉開票 | 08:00 - 11:58、14:00 - 15:30（只在新聞台播出） |
| 2016年1月16日 | 2016總統暨立委大選 開票看中視   | 2016年中華民國總統副總統及立法委員選舉開票 | 15:30 - 17:00                                  |
| 2016年1月16日 | 2016大選 最新開票看中視         | 2016年中華民國總統副總統及立法委員選舉開票 | 17:00 - 19:00                                  |
| 2016年1月16日 | 中視新聞全球報導 2016開票看中視 | 2016年中華民國總統副總統及立法委員選舉開票 | 19:00 - 21:30                                  |
| 2016年1月16日 | 新總統新國會最新政局看中視      | 2016年中華民國總統副總統及立法委員選舉開票 | 21:30 - 22:00                                  |

## 其他
| 播出日期       | 名稱                     | 備註                              |
| 2015年12月31日 | 歡樂不夜城2016跨年全紀錄 | 當天23:00起播出（中視新聞部製作） |

## 來源
1. ↑  《聯合報》1995/06/02 23版（影視資訊版）
2. ↑  中視數位台節目表 Archive.today的存檔，存档日期2015-12-23（2015/12/31），國家通訊傳播委員會